# فوينتي فاكيروس
بلدية فوينتي فاكيروس (بالإسبانية: Fuente Vaqueros) هي بلدية تقع في مقاطعة غرناطة التابعة لمنطقة أندلوسيا جنوب إسبانيا.

## الديموغرافيا
بلغ عدد سكان بلدية فوينتي فاكيروس 4.325 نسمة عام 2011 (وفقاً للمعهد الوطني الإسباني للإحصاء).
| 3.974 | 4.038 | 3.923 | 4.024 | 4.211 | 4.395 | 4.325 |

## أعلام
- فيديريكو غارثيا لوركا